# Central Air Data Computer

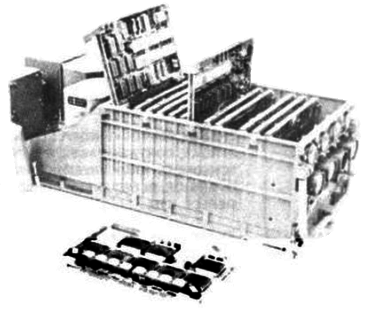
Garrett gyártmányú F-14A két csatornás központi repülési számítógép (central air data computer, CADC), 1972-ben

A Central Air Data Computer – röviden CADC – egy integrált repülésirányító rendszer volt az USA Haditengerészet F–14 Tomcat vadászgépeinek korai változataiban. Ez a gép az MP944-es csipkészletet tartalmazta, amely egy nagyon figyelemreméltó kialakítás, mivel ez egy igen korán elkészült egyedi tervezésű, nagy integráltságú (LSI), MOS-alapú mikroprocesszor-csipkészlet, amely megelőzte az első mikroprocesszorok megjelenését, és képességeiben messze felülmúlta azokat.
A CADC tervezése és építése a Garrett AiResearch repülőgépberendezés-gyártó vállalatnál történt, a Grumman Aircraft alvállalkozójaként, amely az USA Haditengerészet egyik fő szerződő partnere volt. A tervezőcsapatot a Garrett és az American Microsystems mérnökei alkották, Steve Geller és Ray Holt vezetésével. A tervezés 1968-ban kezdődött meg és 1970 júniusában zárult; az elkészült berendezés jó néhány, szintén az F-14-eshez tervezett elektromechanikus rendszert váltott le.
A CADC több részegységből állt, tartalmazott egy analóg-digitális átalakítót, számos kvarc nyomásmérő szenzort, és egy MOS-alapú mikroprocesszort. A rendszer vezérlőbemenetei az elsődleges repülésvezérlő eszközök, kapcsolók, statikus és dinamikus nyomásérzékelők (a gép sebességének és átesési pontjainak számításához) és a hőmérséklet-érzékelő. A rendszer kimenetei vezérelték a kormányműveket, a szárnyállást (az F-14-es változtatható szárnyállású gép), a belépőél „kesztyűit” és a fékszárnyakat.
Az MP944 csipkészlet hat áramkörből áll, ezekből épült fel a CADC processzora. Mindegyik csip 20 bites, fixpontos törtrészeket használó kettes komplemens számábrázolást alkalmaz.
Az áramkörök a következők:
- Párhuzamos szorzóegység – Parallel Multiplier Unit, PMU
- Párhuzamos osztóegység – Parallel Divider Unit, PDU
- Írható-olvasható tároló – Random Access Storage, RAS
- Csak olvasható tár – Read Only Memory, ROM
- Különleges logikai egység – Special Logic Function, SLF – ez gyakorlatilag a CPU
- Irányító logikai egység – Steering Logic Unit, SLU

A teljes mikroprocesszor-rendszer a következő egységekből állt: egy PMU, egy PDU, egy SLF, 3 RAS, 3 SLU és 19 ROM.
Holt erről a rendszerről 1971-ben írt egy cikket a Computer Design számítógépes magazin számára, de ezt a Haditengerészet titkosította, ez alól minősítés alól csak 1998-ban oldották fel. Emiatt a CADC és az MP944 eszközök, történelmi jelentőségük ellenére, szinte teljesen ismeretlenek maradtak.
A CADC processzora nem szerezte meg a „világ első mikroprocesszora” címet, ebben bizonyára nagy szerepet játszik a katonai titkosítás is. A manapság elsőknek elismert mikroprocesszorok – a Texas Instruments TMS 1000-es és az Intel 4004 – 1971-ben készültek el, és mindkettő 4 bites processzor, utasításfutószalag és egyéb korszerű struktúrák nélkül, így messze korlátozottabbak a CADC processzoránál. Más vélemények szerint azonban a CADC processzora nem tekinthető a mai értelemben vett mikroprocesszornak.

## Fordítás
Ez a szócikk részben vagy egészben  a   Central Air Data Computer című angol Wikipédia-szócikk ezen változatának fordításán alapul.  Az eredeti cikk szerkesztőit annak laptörténete sorolja fel. Ez a jelzés csupán a megfogalmazás eredetét és a szerzői jogokat jelzi, nem szolgál a cikkben szereplő információk forrásmegjelöléseként.